# Joseba Intxausti
Joseba Intxausti Rekondo, apodado Iñaki Iturriotz'tar (n. Segura, Guipúzcoa, 29 de julio de 1936 - San Sebastián, 18 de agosto de 2023), fue un historiador de la cultura vasca y editor español, miembro de la Real Academia de la Lengua Vasca y editor de la revista Jakin de 1958 a 1964 y luego desde 1969, cuando logró volver a legalizarla. Cursó estudios religiosos en Aránzazu y se licenció en Historia en la Universidad de Barcelona en 1969.

## Biografía
Publicó las obras más destacadas en Egan, Arantzazu, Jakin y Verdad y vida en Madrid. Fue editor de las revistas Brotherhood y Jakin. Escribió 79 artículos para la Revista de la fraternidad. Fue miembro honorario de la Fundación Jakin. Fue director del Instituto Vasco para Servicios Universitarios en 1980, cuando trabajó con Claudio Harluxet para crear los primeros métodos informáticos para la creación de diccionarios. 
En 1984-1985 dirigió y coordinó la obra enciclopédica Euskal Herria, fue director fundador del proyecto Archivo Histórico de la Ikastola (En busca de una historia: El pasado de la escuela vasca: Proyecto EHIH, 1990), y también dirigió la colección Bidegileak. Estudió principalmente dos áreas: la historia social del vascuence y la historia religiosa del País Vasco.
Fue secretario general de la Fundación Vasca para la Cultura desde su creación (1994).
Fue nombrado miembro de la Real Academia de la Lengua Vasca el 25 de agosto de 1961 y miembro de honor el 26 de noviembre de 2004. Formó parte de diversos comités de la Real Academia de la Lengua Vasca: Aditza (1970), Argitalpena (1971, 1978), Alfabetatzea (1972), Gramatika (1976), Gipuzkoako representkaritza (1979), Joanes Etxeberri egitasmoa (desde 2007) y Euskera agerkaria (desde 2009).